# Краковища
Крако̀вища (също Кракоща, Кракоша, Кракоища) е село в община Драгаш в Южно Косово.

## История
След Междусъюзническата война селото попада в Сърбия. Според Стефан Младенов в 1916 година Кракòвища е българско село с 50 къщи.